# Repeater

Prinzip des Repeaters in der Funktechnik. Ein Signal wird empfangen und in verstärkter Form weitergesendet.

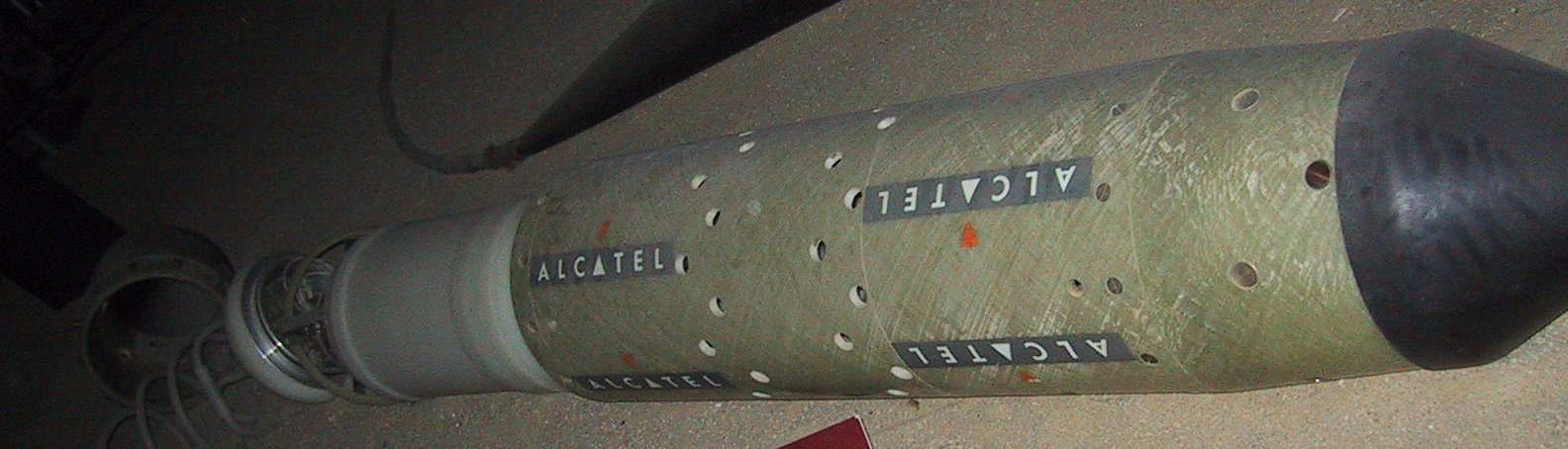
Repeater eines Unterseekabels, Telekommunikationsmuseum in Pleumeur-Bodou

Querschnittszeichnung eines Repeaters für optische Unterseekabel

Ein Repeater (englisch wörtlich für „Wiederholer“), auch Regenerator genannt, ist in der Kommunikationstechnik ein elektrischer oder auch optischer Signalverstärker oder -aufbereiter zur Vergrößerung der Reichweite eines Signals. Der Repeater befindet sich in einiger Entfernung zum Sender, empfängt dessen Signale und sendet sie in aufbereiteter Form weiter, wodurch eine größere Distanz überbrückt werden kann.
Beim Einsatz digitaler Übertragungsverfahren kann das Signal zusätzlich vom Repeater dekodiert werden, wodurch Signalstörungen (wie Rauschen oder Verzerrungen der Pulsform) entfernt werden. Anschließend wird das Signal wieder neu kodiert, moduliert und weitergesendet.
Von einfachen Repeatern wird die übertragene Information nicht beeinflusst, sondern nur das elektrische bzw. optische Signal aufbereitet. Dagegen können höher entwickelte digitale Repeater dem Signal z. B. eine Kennung hinzufügen, die bei mehreren möglichen Pfaden die Rückverfolgbarkeit des Signalweges ermöglicht.

## Übersicht
Wenn ein Signal einen Kommunikationskanal durchläuft, wird es aufgrund von Leistungsverlusten nach und nach abgebaut. Wenn beispielsweise ein Telefonat über eine Telefonleitung geführt wird, wird ein Teil der Leistung als Wärme abgeführt. Je länger der Draht ist, desto mehr Leistung geht verloren und desto kleiner ist die Amplitude des Signals am anderen Ende. Bei einer ausreichend langen Leitung ist der Anruf am anderen Ende also nicht hörbar. Je weiter von einem Radiosender entfernt ein Empfänger ist, desto schwächer ist das Radiosignal und desto schlechter ist der Empfang. Ein Repeater ist eine elektronische Vorrichtung in einem Kommunikationskanal, die die Leistung eines Signals erhöht und es erneut überträgt, so dass es weiter reisen kann. Da es das Signal verstärkt, benötigt es eine elektrische Energiequelle.
Der Begriff „Repeater“ stammt aus der Telegrafie im 19. Jahrhundert und bezog sich auf eine elektromechanische Vorrichtung (ein Relais) zur Regeneration von Telegrafensignalen. Die Verwendung des Begriffs hat sich in der Telefonie und Datenkommunikation fortgesetzt.

## Typen
Repeater können in zwei Typen unterteilt werden, je nachdem, welche Art von Daten sie verarbeiten.

### Analoger Repeater
Dieser Typ wird in Kanälen verwendet, die Daten in Form eines Analogsignals übertragen, bei dem die Spannung oder der Strom proportional zur Amplitude des Signals ist, wie bei einem Audiosignal. Sie werden auch in Trunklines verwendet, die mehrere Signale unter Verwendung von Frequenzmultiplex (FDM) übertragen. Analoge Repeater bestehen aus einem linearen Verstärker und können elektronische Filter beinhalten, um Frequenz- und Phasenverzerrungen in der Leitung zu kompensieren.

### Digitaler Repeater
Der Digitalrepeater wird in Kanälen verwendet, die Daten durch binäre Digitalsignale übertragen, wobei die Daten in Form von Impulsen mit nur zwei möglichen Werten vorliegen, die die Binärziffern 1 und 0 darstellen; ein digitaler Repeater verstärkt das Signal und kann die Impulse auch neu timen, resynchronisieren und formen. Ein Repeater, der die Retiming- oder Resynchronisierungsfunktionen ausführt, kann als Regenerator bezeichnet werden.

## Repeater in der Computertechnik
In Rechnernetzen sind Repeater Bestandteile der Bitübertragungsschicht (Schicht 1 des OSI-Modells), zur Erweiterung von Netzsegmenten.
Besondere Varianten von Repeatern sind Transceiver und Sternkoppler. Ein Repeater mit mehr als zwei Anschlüssen wird auch als Hub oder Multi-Port-Repeater bezeichnet. Auch ein Medienkonverter kann als Repeater betrachtet werden, solange er keine Bridge-Funktion beinhaltet.

## Repeater in der Netztechnik
Der Einsatz von Repeatern bietet sich z. B. bei LANs in Bus-Topologie an, um die maximale Kabellänge von z. B. 185 m bei 10BASE2 zu erweitern. Der Repeater teilt das Netz zwar in zwei physische Segmente, die logische Bus-Topologie bleibt aber erhalten. Durch diesen Effekt erhöht der Repeater die Ausfallsicherheit des Netzes, da bei Wegfall eines Teilnetzes das jeweils andere weiter unabhängig agieren kann. In einer „normalen“ Bus-Topologie würde es zum Ausfall des gesamten Netzes kommen. Repeater erhöhen nicht die zur Verfügung stehende Datenrate eines Netzes.
Man unterscheidet in der LAN-Technik zwei Typen von Repeatern:
- Local-Repeater, die zwei lokale Netzsegmente miteinander verbinden, und
- Remote-Repeater, die zwei räumlich getrennte Netzsegmente über ein so genanntes Link-Segment verbinden. Ein Link-Segment besteht aus zwei Repeatern, die per Glasfaserkabel miteinander verbunden sind. Dadurch können größere Distanzen überbrückt werden.

Repeater können in einem Ethernet nicht beliebig kaskadiert werden. Da mit Repeatern verbundene Segmente eine Kollisionsdomäne bilden, dürfen zwei Stationen auf Grund der Laufzeiten des Signals nur soweit voneinander entfernt sein, dass die Kollisionserkennung noch eindeutig funktioniert. Dies wird mit der 5-4-3-Regel bewerkstelligt.

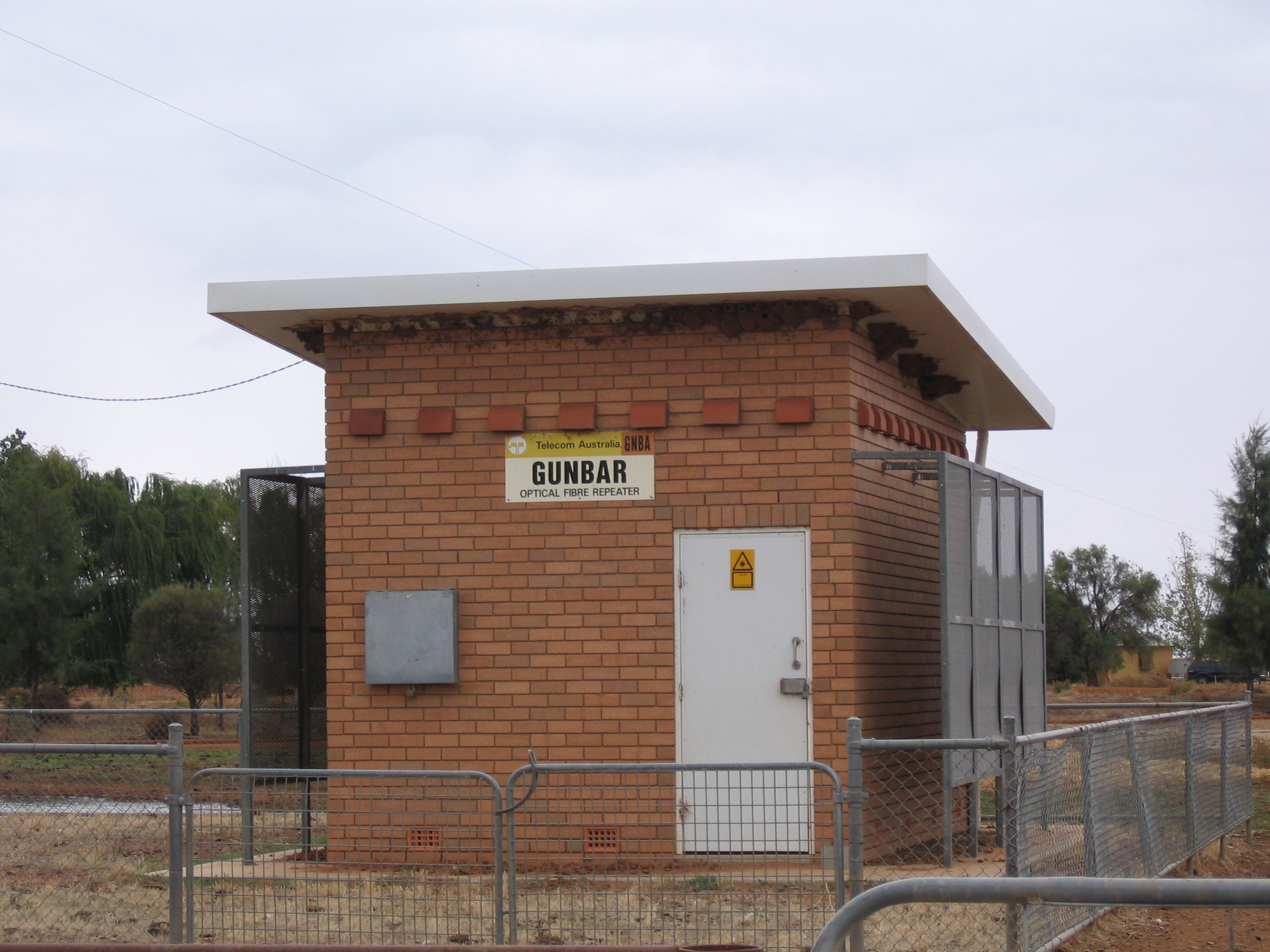
Repeaterstation einer Glasfaserstrecke

## Repeater in der Glasfasertechnik
In optischen Unterseekabeln (Seekabel) wird das Licht alle 50 bis 80 km mit ins Kabel eingearbeiteten optischen Verstärkern am Meeresgrund verstärkt. Darüber hinaus werden in größeren Abständen (ca. alle 500 bis 1000 km) optische Repeater benötigt, um die Flankensteilheit der Lichtpulse wieder zu regenerieren und eventuell Zeitversätze auszugleichen. Die optischen Verstärker sowie die Repeater werden durch den Kupfermantel des Kabels mit elektrischer Energie versorgt.

## WLAN-Repeater

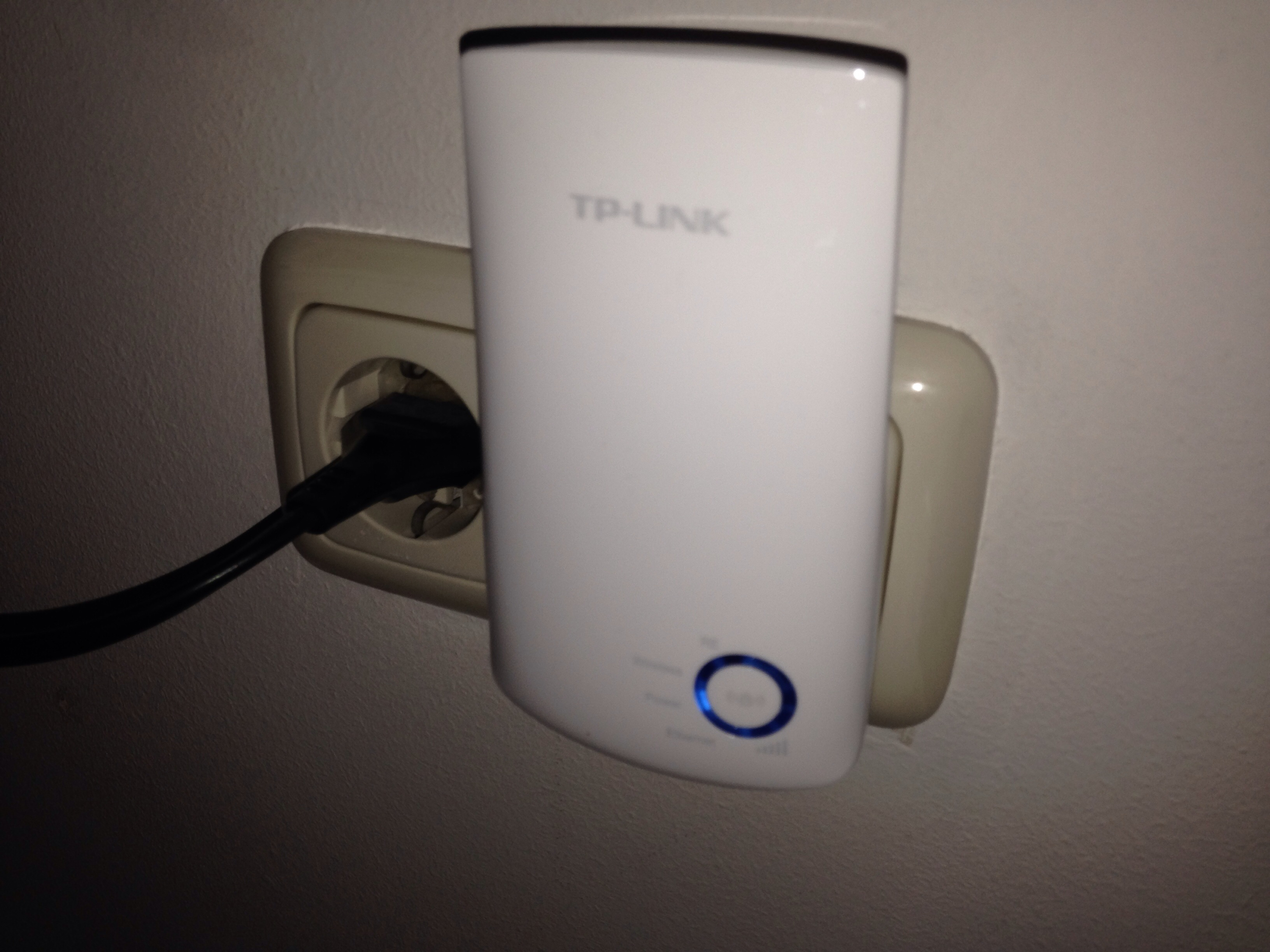
WLAN-Repeater

In der Informationstechnik können WLAN-Repeater zur Erhöhung der Reichweite eines drahtlosen Funknetzes verwendet werden. Bei der Nutzung eines Repeaters halbiert sich allerdings die Datenübertragungsrate des Funknetzes hinter dem Gerät, da der Repeater sowohl mit den Clients als auch mit dem Wireless Access Point kommuniziert. Die Halbierung der Datenrate lässt sich umgehen, indem die Kommunikation zwischen Client und Repeater auf einer anderen Frequenz stattfindet als die zwischen Repeater und Router. Dazu muss der Repeater mehrere Funkeinheiten besitzen, z. B. Dual-Band, um in 2,4 GHz mit dem Client zu kommunizieren und in 5 GHz zum Router weiterzuleiten, oder Tri-Band, um sowohl zum Client als auch zum Router mit vollen 5 GHz zu senden. Bei einer drahtlosen Verbindung durch mehrere Wände oder über größere Entfernungen kann durch die Zwischenschaltung eines WLAN-Repeaters eine bessere Übertragungsqualität und damit Geschwindigkeit erzielt werden.
Fast alle modernen, handelsüblichen Wireless Access Points bieten einen Repeatermodus, um größere Gebäude, Grundstücke und Gelände mit einer ausreichenden Netzabdeckung zu versorgen. Mittels Roaming können sich die Clients frei im gesamten Versorgungsgebiet des Netzes bewegen, ohne dass der Datenverkehr durch Verbindungsabbrüche beeinträchtigt wird.
In einem Netz mit der Subnetzmaske 255.255.255.0 lassen sich theoretisch bis zu 254 WLAN-Repeater betreiben. In der Praxis sollten die Repeater nicht in Reihe, sondern in Sternform geschaltet werden, da es bereits ab 20 Repeatern zu Funksignal-Überschneidungen kommt.

## Repeater im TK-Netz

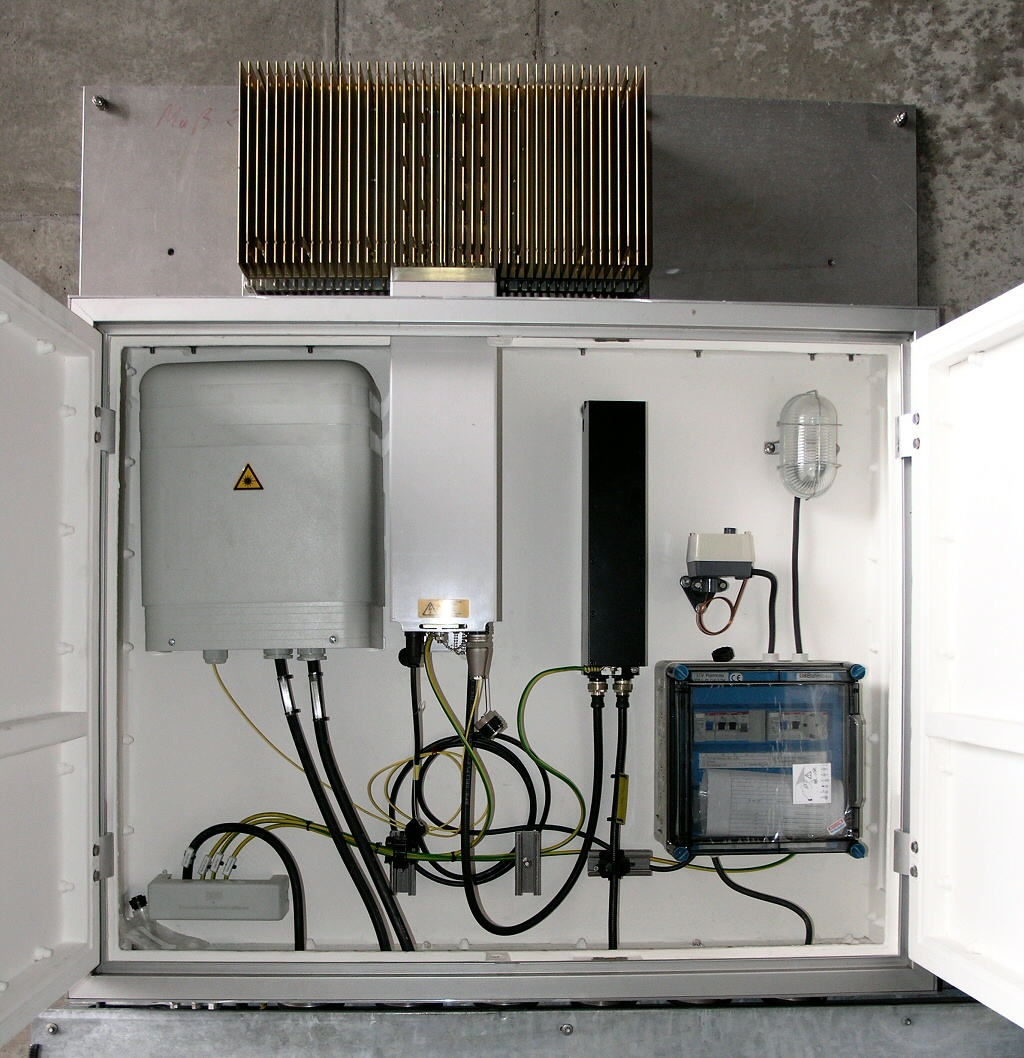
Repeater zur Tunnelversorgung mit GSM-Mobilfunk

Repeater in Telekommunikationsnetzen (zum Beispiel für SHDSL/G.SHDSL, HDSL sowie E1/Primärmultiplexanschluss) werden überwiegend als Zwischenregeneratoren (ZWR) bezeichnet. Einsatzgebiete sind sowohl die Kupfer- als auch die Glasfaserübertragung. Der grundsätzliche Aufbau der ZWR ist jedoch für beide Einsatzgebiete identisch:
In der Regel besteht ein ZWR aus einem NT (Network Termination, Netzabschluss) und einem LT (Line Termination, Leitungsabschluss), welche „Rücken-an-Rücken“ (engl.: „Back-to-back“) zusammengeschaltet sind. Das NT terminiert den ankommenden Übertragungsweg (z. B. SHDSL) und decodiert die Digitalwerte. Durch eine feste Verdrahtung empfängt das LT die Digitalwerte und codiert diese in ein neues SHDSL-Signal. Dazu benötigt dieser ZWR jedoch eine zusätzliche Stromversorgung (Fernspeisung), die vom Hauptverteiler oder (insbesondere bei Strecken mit einem zweiten ZWR) vom kundenseitigen NT zugeschaltet werden kann.

## Repeater in (Mobil-)Funknetzen
Im Mobilfunkbereich werden Repeater als Relaisstationen zur „Ausleuchtung“ abgeschatteter Gebiete, z. B. Gebäude oder U-Bahnen, genutzt. In Zügen kommen Intrain-Repeater zum Einsatz.
Funknetz-Repeater für die Handynetze (GSM, UMTS, Tetrapol) werden hauptsächlich als Zwei-Weg-Verstärker (up- und downlink) eingesetzt, um eine Mobilfunkzelle zu vergrößern und den Empfang auch in Gebäuden, Garagen, Tunneln, Schiffen zu ermöglichen. Intelligentere Repeater können über die Regenerierung der Signalqualität hinaus das elektrische Signal neu synchronisieren, wie bei Repeatern, die im Direktrufnetz der Deutschen Telekom eingesetzt werden.

## Repeater im Amateurfunk
Auch im Amateurfunkdienst spielen Repeater eine Rolle. Im deutschsprachigen Raum werden sie Relaisstationen genannt. Repeater für digitale Betriebsarten heißen Digipeater.